# Scotopteryx epipercna
Scotopteryx epipercna là một loài bướm đêm trong họ Geometridae.